# Грэм, Дэнни
Дэ́ниел Э́нтони Уи́льям Грэм (англ. Daniel Anthony William Graham; родился 12 августа 1985), более известный как Дэ́нни Грэм (Danny Graham) — английский футболист, нападающий.

## Футбольная карьера

### «Мидлсбро»
Грэм начал карьеру в любительском клубе «Честер-ле-Стрит». В 2003 году перешёл в «Мидлсбро». Сезон 2004/05 провёл в аренде в «Дарлингтоне». В следующем сезоне сыграл за «Мидлсбро», забив два гола в ворота «Ковентри Сити» в Кубке Футбольной лиги, и гол в ворота «Чарльтон Атлетик» в чемпионате. Он также выступал на правах аренды за «Дерби Каунти», «Лидс Юнайтед», «Блэкпул» и «Карлайл Юнайтед».

### «Карлайл Юнайтед»
Грэм удачно выступал за «Карлайл Юнайтед» на правах аренды, поэтому, когда в мае 2007 года он был отпущен «Мидлсбро» на правах свободного агента, «Карлайл» подписал с ним контракт на постоянной основе.
3 марта 2008 года Грэм провёл свой 100-й матч за «Карлайл» в игре против «Ноттингем Форест» на «Сити Граунд», в которой он также отличился победным голом: «Карлайл» праздновал выездную победу со счётом 1:0.
Грэм не стал продлевать свой контракт с «Карлайлом», и в июле 2009 года покинул клуб в качестве свободного агента.

### «Уотфорд»
В июле 2009 года Грэм перешёл в «Уотфорд». Свой первый гол за клуб он забил в ворота «Донкастер Роверс» 30 сентября 2009 года.
5 апреля 2010 года в матче против «Вест Бромвича» Грэм забил гол ударом с расстояния 25 ярдов, которым сравнял счёт в игре; встреча завершилась вничью 1:1.
В сезоне 2010/11 Грэм стал лучшим бомбардиром Чемпионата Футбольной лиги, забив 24 гола в 45 матчах. Также по итогам сезона он был включён в «команду года» Чемпионата Футбольной лиги по версии ПФА. 19 мая 2011 года «Уотфорд» отверг предложение о трансфере Грэма в «Куинз Парк Рейнджерс» в размере £2,5 млн. 4 июня 2011 года «Уотфорд» принял предложение «Суонси Сити» о трансфере Грэма за £3,5 млн.

### «Суонси Сити»
7 июня 2011 года Грэм перешёл в «Суонси Сити» за £3,5 млн.
15 января 2012 года забил победный гол в ворота лондонского «Арсенала» в матче Премьер-лиги, завершившимся со счётом 3:2 в пользу «Суонси». Этот гол стал для Грэма седьмым в Премьер-лиге сезона 2011/12.

### «Сандерленд»
31 января 2013 года Грэм подписал контракт с «Сандерлендом» на срок 3 с половиной года, сумма контракта составила 5 миллионов фунтов. Дэнни дебютировал за «Сандерленд» 2 февраля 2013 года.
19 июля 2013 года нападающий был отдан в сезонную аренду возвратившемуся в Премьер-Лигу «Халл Сити».
31 января 2014 года соглашение с «Халл Сити» было расторгнуто и Грэм на правах аренды до конца сезона присоединился к «Мидлсбро», спустя 7 лет вернувшись в клуб, в котором начинал свою карьеру. 8 марта 2014 года Дэнни забил свои первые мячи после возвращения на Риверсайд, дважды поразив ворота «Ипсвич Таун» и принеся своей команде победу (2:0).

### «Блэкберн Роверс»
20 января 2016 года подписал арендную сделку с «Блэкберн Роверс». Он забил свой первый гол за «бродяг» в матче против «Фулхэм» (3:0) 16 февраля 2016 года. Его второй гол пришёлся в ворота родного «Мидлсбро» (2:1) 1 марта 2016 года.
23 июня 2016 года Грэм подписал постоянный контракт с «Роверс», рассчитанный на 2 года. В сезоне 2016/17 наколотил 13 мячей, но его команда познала горечь вылета в Лигу Один. Нападающий решил остаться на Ивуд Парк несмотря на интерес со стороны других клубов Чемпионшипа. Кампания 2017/18 оказалась для «Блэкберн Роверс» удачной — команда повысилась в классе, а Грэм помог ей в этом 17 голами.
В конце сезона 2017/18 «Блэкберн Роверс» предложил форварду новый контракт. 11 июня 2018 года Дэнни Грэм продлил своё пребывание в стане «сине-белых» по системе 1+1.